# حیدرآباد محمدشیر
حیدرآباد پولاد، روستایی از توابع بخش مرکزی شهرستان کلاله در استان گلستان ایران است. حدود ۸۰٪ جمعیت روستا فارس‌های سیستانی، ۱۰٪ ترک‌های قزلباش، ۵٪ ترکمن‌ها و بقیه فارسی‌زبانان خراسانی، کُردهای کرمانج و بلوچ‌ها هستند. به جز اقلیت کوچک بلوچ و ترکمن بقیه اهالی روستا شیعه مذهب‌اند.

## جمعیت
این روستا در دهستان کنگور قرار دارد و براساس سرشماری مرکز آمار ایران در سال ۱۳۹۰، جمعیت آن ۱۲۵۰ نفر (۳۷۵ خانوار) بوده‌است.